# Sinopia

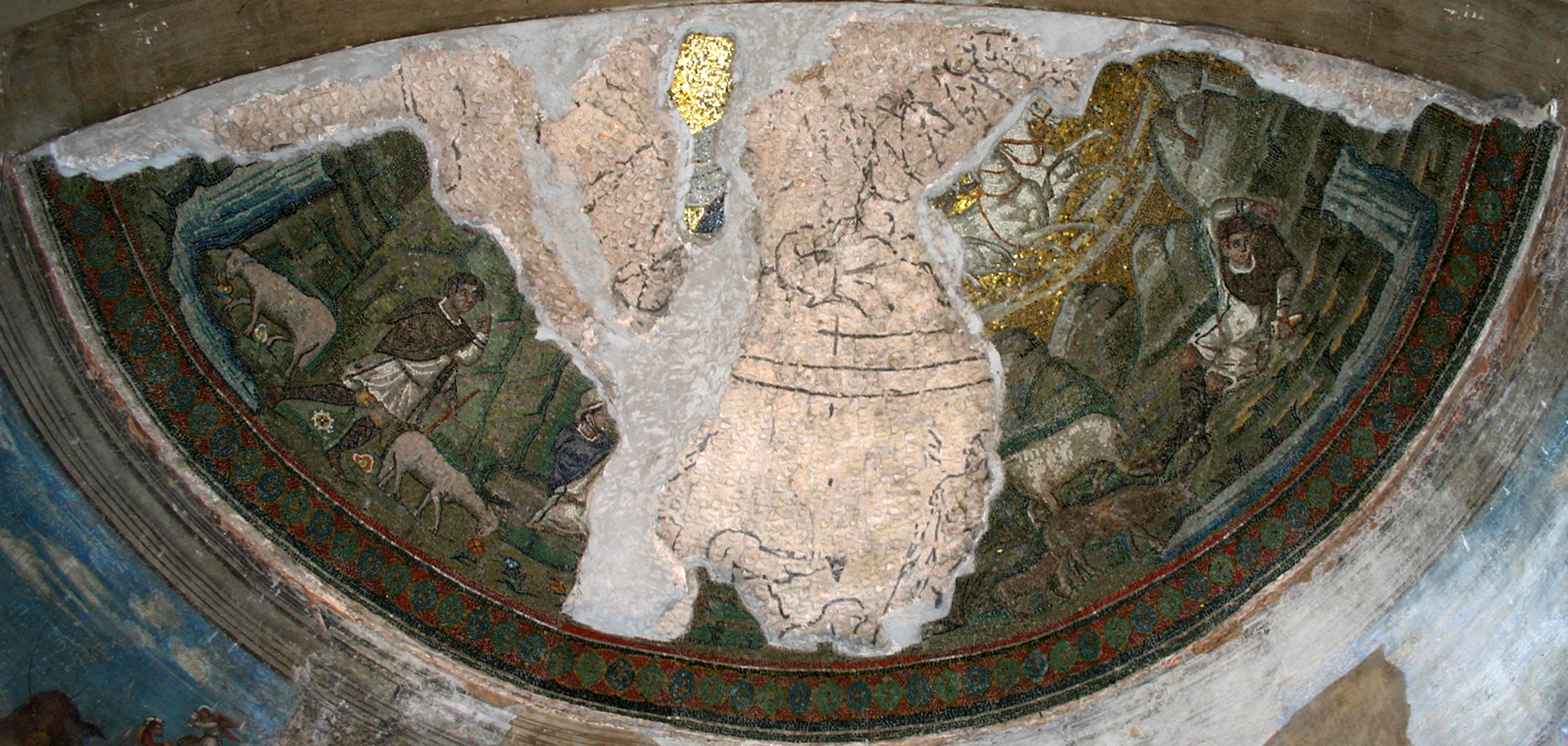
Skiss av sinopia finns under mosaiken i Basilica di san Lorenzo, Milano

Sinopia är ett rödbrunt jordpigment. Den första skissen till en fresk görs ofta med detta material och kallas också sinopia.